# ホーム・オン・ザ・レンジ にぎやか農場を救え!
『ホーム・オン・ザ・レンジ にぎやか農場を救え!』（にぎやかのうじょうをすくえ!、原題：Home on the Range）は、ディズニー映画長編アニメーション第45作である。アメリカでは2004年4月2日に公開。日本は劇場未公開で､後2005年2月18日にDVDが発売された。その代わりに2004年3月13日に『ブラザー・ベア』が公開される。アメリカ本国では、ディズニー長編アニメーション映画としては､最後のVHS版発売作品となった。また、日本では前作の『イカボードとトード氏』が44作目となり劇場未公開であるが、本作から通常順のシリーズとなる。

## ストーリー
昔のアメリカ合衆国の西部にあるパール・ゲスナーの小さな酪農場には、雌牛のミセス・キャロウェイやグレイスをはじめとした動物たちが仲良く暮らしていた。そんなある日、ディクソン牧場を追われた毒舌家の雌牛マギーがパールの農場へやってくる。
ある日、パールは銀行からの差し押さえで三日以内に750ドルを支払わないと農場を取り上げられてしまうことに。がさつなマギーと堅実なキャロウェイ、マイペースなグレイスの三頭はパールを救うために、衝突しながらもあてのない旅に出る。彼女らは、牛泥棒のアラメダ・スリムに750ドルの懸賞金がかけられていることを知り、彼率いる牛泥棒軍団を捕まえることを決意する。

## 登場キャラクター
マギー
本作の主人公の茶色の雌牛。がさつで毒舌ながら、仲間を放っておけない性格。
ミセス・キャロウェイ
黒い雌牛。楽園農場のリーダー。教養がある。
グレイス
黄色の雌牛。マイペース。音痴であり、唯一スリムのヨーデルが通じない。
バック
カンフーの腕を持つ馬。お調子者でマギー達をからかうが、のちに仲間として受け入れる。
アラメダ・スリム
本作のディズニー・ヴィランズ。傲慢で短気な牛泥棒。ヨーデルという美しい歌声を特技としているが、ウィリーズ曰く「ヘンテコでマヌケで同じな音楽」で、侮辱すると怒り出す。かつては農場の雇い主だったが、他の雇い主達に自分の才能を認められなかった恨みで、農園を一つ残さず潰そうと企むが、最後は、マギー達によって失敗に終わり、逮捕される。
ウィリーズ
スリムの甥っ子達。陽気で毒舌な性格で、よく叔父に怒られ手を焼かせている。
ラッキー・ジャック
自称「幸運のウサギ」。間抜けだがいざという時に力を貸す一面もあり、マギー達と協力して牛達を救出する。
パール
楽園農場のおばあさん。温厚で優しい性格だが、怒ると怖い。
動物達を家族と思っており、マギーを新しい家族として受け入れたり、農場を売り飛ばすことを許さず鎌で戦う。
リコ
西部一の賞金稼ぎ。サム保安官から信頼は厚いが、実はスリムの手下で、無愛想な性格で馬をはじめとした動物を信用していない卑劣な男。
子豚達
楽園農場の三匹の子豚。マギーと出会い、すぐに仲良くなる。
ジェブ
頑固な性格だが、心配性で仲間思いなヤギ。

## 声の出演
| 役名                 | 原語版                                                                       | 日本語吹き替え版                             |
| -------------------- | ---------------------------------------------------------------------------- | -------------------------------------------- |
| マギー               | ロザンヌ・バー                                                               | 津田真澄                                     |
| ミセス・キャロウェイ | ジュディ・デンチ                                                             | 谷育子                                       |
| グレイス             | ジェニファー・ティリー                                                       | 高乃麗                                       |
| バック               | キューバ・グッディング・ジュニア                                             | 森川智之                                     |
| アラメダ・スリム     | ランディ・クエイド                                                           | 大川透                                       |
| ウィリーズ           | サム・レヴァイン                                                             | 樫井笙人                                     |
| ラッキー・ジャック   | チャールズ・ヘイド                                                           | 亀山助清                                     |
| パール               | キャロル・クック                                                             | 麻生美代子                                   |
| ラスティ             | G・W・ベイリー                                                               | 永井一郎                                     |
| リコ                 | チャールズ・デニス                                                           | 大友龍三郎                                   |
| ジュニア             | ランス・ルゴール                                                             | 郷里大輔                                     |
| モールス             | ビル・ファーマー                                                             | 郷里大輔                                     |
| ウェスリー           | スティーヴ・ブシェミ                                                         | 青山穣                                       |
| ジェブ               | ジョー・フラハティ                                                           | 麦人                                         |
| オリー               | チャーリー・デル                                                             | 村治学                                       |
| オードリー           | エステル・ハリス                                                             | 斎藤恵理                                     |
| ラリー               | マーシャル・エフロン                                                         | 土師孝也                                     |
| バリーとボブ         | マーク・ウォルトン                                                           | 土師孝也                                     |
| 子豚たち             | 長男: ボビー・ブロック 次男: キートン・サヴィッジ 三男: ロス・サイマンテリス | 長男：上村祐翔 次男：海鋒拓也 三男：田中雄土 |
| サム                 | リチャード・リール                                                           | 阪脩                                         |
| アブナー             | デニス・ウィーバー                                                           | 島香裕                                       |
| アニー               | アン・リチャーズ                                                             | 火野カチコ                                   |
| パトリック           | パトリック・ウォーバートン                                                   | 吉野貴宏                                     |
| その他               | -                                                                            | 笹森亜希 上田燿司                            |

## サウンドトラック
この映画のサウンドトラックには、アラン・メンケンとw:Glenn Slaterによる楽曲だけでなく、新しく作られたK.d.ラング、ランディ・クエイド、ボニー・レイット、ティム・マグロウ、とw:The Beu Sisters。サウンドトラックはアメリカ合衆国のウォルト・ディズニー・レコードから2004年3月30日にリリースされた。ジョエル・マクニーリーによるプロデュースが行われた。
1. (You Ain't) Home On The Range - コーラス
2. Little Patch of Heaven - K.d.ラング
3. Yodel-Adle-Eedle-Idle-Oo - ランディ・クエイド and コーラス
4. Will The Sun Ever Shine Again - ボニー・レイット
5. (You Ain't) Home On The Range - Echo Mine Reprise - コーラス
6. Wherever The Trail May Lead - ティム・マグロウ
7. Cows In Town/Saloon Song (Score)
8. On The Farm (Score)
9. Bad News (Score)
10. Storm And The Aftermath (Score)
11. Cows To The Rescue (Score)
12. Buck (Score)
13. My Farm Is Saved/Little Patch of Heaven (Reprise) (Score)
14. Anytime You Need a Friend - w:The Beu Sisters

## 評価
レビュー・アグリゲーターのRotten Tomatoesでは129件のレビューで支持率は53%、平均点は5.7/10となった。Metacriticでは30件のレビューを基に加重平均値が50/100となった。